# كلسير
كَلْسِير (الاسم العلمي: Calycera)، جنس نباتات عشبية مُزهرة، برية، حولية أو معمرة من فصيلة الكلسيريات. متوطنة في أمريكا الجنوبية. كان يشتمل في السابق على ما يصل إلى 14 نوعًا. حاليًا هُناك ستة أنواع مقبولة.

## الأنواع
- Calycera calcitrapa Griseb.
- Calycera crassifolia (Miers) Hicken
- Calycera herbacea Cav.
- Calycera monocephala (Phil.) S.Denham & Pozner
- Calycera necronensis (Zav.-Gallo, S.Denham & Pozner) S.Denham & Pozner
- Calycera pulvinata J.Rémy